# Elizabeth Pickett Chevalier
Pour les articles homonymes, voir Pickett et Chevalier.
Elizabeth Pickett Chevalier, connue plus tôt dans sa carrière sous le nom d'Elizabeth Pickett, est une auteure américaine surtout connue pour son roman de 1942, le best-seller Drivin' Woman, qui a été promu comme un roman dans la veine de Gone with the Wind. Au début de sa carrière, elle a été réalisatrice de courts métrages muets et scénariste pour Fox Film Corporation.